# Trichospermum eriopodum
Trichospermum eriopodum är en malvaväxtart som först beskrevs av Porphir Kiril Nicolai Stepanowitsch Turczaninow, och fick sitt nu gällande namn av Elmer Drew Merrill. Trichospermum eriopodum ingår i släktet Trichospermum och familjen malvaväxter. Inga underarter finns listade i Catalogue of Life.